# Dalmard Marine
Dalmard Marine est une entreprise textile créée en 1922 à Paimpol dans les Côtes-d'Armor en Bretagne.
Cette maison familiale, aujourd’hui dirigée par la quatrième génération,, est spécialisée dans la confection de vêtements marins en drap de laine imperméable, plus particulièrement du caban,.

## Histoire
Armand Le Guen, mousse des Terre-neuvas, crée l’entreprise en 1922 à Paimpol. 
Depuis les années 1950, sa fille Annick Le Guen et son conjoint Honoré Dalmard lui succèdent à la tête de l’entreprise. Ils se spécialisent dans la confection de vêtements marins en drap de laine imperméable pour protéger les marins des intempéries et de l’humidité du bord (caban, kabic, duffel-coat).
Dans les années 1960/70, Dalmard Marine ouvre deux magasins de négoce de détails à Paris, et vend ses produits dans quelques magasins du littoral et de grands magasins parisiens.
En 1982, Thierry et Soizic Dalmard reprennent l’entreprise. Dans les années 1990, la marque développe ses points de vente en France et à l’export. Dans les années 2000, Dalmard Marine se lance dans la vente en ligne et ouvre le magasin « La Maison du Caban » sur le port de Paimpol[réf. nécessaire].
En avril 2020, pour contribuer à la lutte contre la pandémie de Covid-19 et maintenir son activité textile, Dalmard Marine lance la production de masques à usage non sanitaire de catégorie 1 (testés par la Direction Générale de l’Armement),.

## Produits
S’inspirant des vêtements de gens de mer, Dalmard Marine crée et fabrique des vêtements (cabans, kabigs, duffle-coats, pulls marins, marinières…) à destination des femmes, des hommes et des enfants. Les particularités du caban : drap 80 % ou 100 % laine imperméable, traitement anti-boulochage, boutonnage double et croisé, col large, coupe droite, ajustée ou cintrée par une martingale, boutons en acier doré, argenté ou noir ornés de symboles maritimes. 
Les vêtements Dalmard Marine sont conçus à Paimpol, avec environ 90 % de matières premières françaises (drap de laine, coton, boutons, doublures…). L’assemblage est réalisé par des usines partenaires en France et en Europe.

## Collaborations
Dalmard Marine collabore ponctuellement avec différentes marques pour créer de nouveaux modèles, comme par exemple Eden Park en 2018 (caban avec de larges bandes caractéristiques du maillot de rugby).  
La marque décline également ses modèles en partenariat avec le groupe La Poste pour habiller les Gazelles de la Mer[Pas dans la source] ou encore avec la Vallée des Saints, située à Carnoët au cœur de la Bretagne.
Dalmard Marine est par ailleurs le fabricant et le distributeur textile officiel de la Fondation Belem ; la collection capsule est composée de vêtements marins authentiques à l’effigie du plus ancien trois-mâts naviguant au Monde.